# Арсениды железа
Арсениды железа — бинарные неорганические соединения металла железа и мышьяка.

## Получение
- Длительное нагревание порошкообразной смеси железа и мышьяка.

| Формула | Мол. масса | Плотность г/см³ | Темп. плавления °С | Свойства                                                                        |
| ------- | ---------- | --------------- | ------------------ | ------------------------------------------------------------------------------- |
| Fe2As   | 186,61     | 7,8             |                    | тетрагональная сингония, P 4/nmm, a = 0,3627 нм, c = 0,5973 нм, Z = 2           |
| Fe3As2  | 317,38     |                 |                    |                                                                                 |
| FeAs    | 130,77     | 7,83            | 1020               | ромбическая сингония, P nam, a = 0,5428 нм, b = 0,6016 нм, c = 0,3366 нм, Z = 4 |
| Fe3As4  | 467,22     |                 |                    |                                                                                 |
| FeAs2   | 205,69     | 7,4             | 990                | ромбическая сингония, P nnm, a = 0,520 нм, b = 0,592 нм, c = 0,286 нм, Z = 2    |